# Luigi Zumkeller
Luigi Zumkeller (Porlezza, 1880 – Firenze, 13 febbraio 1951) è stato un architetto italiano.

## Biografia
Originario della provincia di Como, Zumkeller s’iscrisse all’Accademia di Belle Arti di Firenze dove si diplomò nel 1904. Nel 1914 venne eletto Accademico dell’Arte del Disegno e, nel 1929, fu eletto accademico residente; nel medesimo anno, si iscrisse all’Albo degli Architetti di Firenze e divenne membro del Direttorio del Sindacato Fascista Fiorentino.
Dal 1926 insegnò Restauro dei Monumenti presso la Scuola Superiore d’Architettura di Firenze. Nel 1939 collaborò con la Direzione dei Lavori Pubblici ed Urbanistici del Comune di Firenze, nel 1942 divenne capo dell’Ufficio dei Lavori Pubblico e successivamente membro della Commissione Edilizia.
Si spense a Firenze nel 1951.

## Opere
«L’architetto Luigi Zumkeller fu senza dubbio una delle personalità di spicco della cultura fiorentina tra le due guerre mondiali.»
Esordì all’inizio degli anni Dieci con degli studi su alcuni resti archeologici rinvenuti nel Battistero di Firenze (1912-1915).
Tra la fine degli anni Dieci e la fine degli anni Venti risalgono i lavori alla cappella dell’Immacolata di Livorno, costruita in stile romanico-bizantino, il restauro del Castello di Collalto Rossi all’Antella, la costruzione della Villa Solaro di Monasterolo di Ivrea, del Villino Malacarne di Pontedera, dei villini Lazzerini e Failli (1924- 1927); progettò la facciata della Collegiata di Montevarchi (1926); sempre in quella città e a San Giovanni Valdarno, realizzò alcuni villini in stile tardo liberty di ascendenza michelazziana (questi ultimi risalenti ai tardi anni Venti). Si dedicò anche al restauro delle case-torri di Borgo San Jacopo a Firenze.
Lo Zumkeller lavorò anche all’estero: realizzò dei villini a Lisbona e la cattedrale di Moldes, in Argentina.
Nel 1929-30 restaurò, insieme ai suoi allievi, la chiesa dei Santi Apostoli di Firenze. Il processo di restauro venne premiato dall’Accademia delle Arti e del Disegno di Firenze dieci anni dopo
Scrivono a proposito Moretti e Ricci:
«Come altri professionisti del suo tempo, Zumkeller fu interessato agli inizi della sua carriera alla riproposta del repertorio eclettico, con l’inserimento di elementi neomedievalisti, e di questa sua iniziale tendenza è testimone la chiesa di Livorno.»
E ancora:
«La metodologia qui adottata di ripristino delle caratteristiche originarie della chiesa fu riproposta in seguito da Zumkeller in altri suoi interventi di restauro degli anni Trenta, quelli alla pieve di S. Pietro a Ripoli e alla canonica di S. Andrea a Mosciano.»
Tra il 1934 e il 1935 costruì diversi edifici nelle
vie Andrea del Castagno, D. Giannotti, Marucelli, Pisana, della Fonderia e Lambruschini.
Al 1936/37 risale il progetto di restauro della Loggetta trecentesca nella zona di San Lorenzo. Questo progetto è fondamentale perché ci aiuta a comprendere meglio le fasi iniziali della costruzione della Sagrestia Nuova e, quindi, l'evoluzione del progetto michelangiolesco.. Al 1937 risale un progetto di restauro di Palazzo Vecchio.
Nello stesso decennio mise mano alla ristrutturazione della Foresteria di Santa Maria Novella, divenuta mensa della Scuola Centrale dei Carabinieri e restaurò la Chiesa di San Giovannino degli Scolopi.
Nel 1941, Zumkeller eseguì uno scavo archeologico nella chiesa di Santa Trinità, in corrispondenza del portale principale, allo scopo di riportare alla luce i resti romanici. Va altresì menzionato uno studio nell’area di Santa Croce (via dell’Anguillara e Borgo de’ Greci), dove anticamente era situato l’anfiteatro romano.